# Census Area di Hoonah-Angoon
La Census Area di Hoonah-Angoon, in inglese Hoonah-Angoon Census Area, è una census area dello stato dell'Alaska, negli Stati Uniti, parte dell'Unorganized Borough. La popolazione al censimento del 2010 era di 2 150 abitanti.

## Geografia fisica
La census area si trova nella parte sud-orientale dello stato. Lo United States Census Bureau certifica che la sua estensione è di 28 263 km², di cui 8 983 km² coperti da acque interne.

### Suddivisioni confinanti
- Yakutat City and Borough - nord-ovest
- Borough di Haines - nord-est
- Juneau - nord-est
- Borough di Petersburg - sud
- Sitka City and Borough - sud-ovest
- Regione di Stikine, Columbia Britannica - est
- Distretto Regionale di Kitimat-Stikine, Columbia Britannica - sud-est

## Centri abitati
Nella Census Area di Hoonah-Angoon vi sono 5 comuni (city) e 6 census-designated place.

### Comuni
- Angoon
- Gustavus
- Hoonah
- Pelican
- Tenakee Springs

### Census-designated place
- Cube Cove
- Elfin Cove
- Game Creek
- Hobart Bay
- Klukwan
- Whitestone Logging Camp